# Jリーグ totoゴール・フラッシュ!
『Jリーグ totoゴール・フラッシュ!』（ジェイリーグ トト ゴール・フラッシュ）は、2001年10月から2003年3月まで放送されていたニッポン放送製作のサッカー番組。製作局のニッポン放送では水曜日深夜に『荘口彰久のLF+RフライングNIGHT!』内で10分間、土曜日に単独番組として30分間放送されていた。なお土曜日版はニッポン放送ショウアップナイターの放送対象カードが所定時間を超えて続いていた場合でも原則休止とはせず、10-15分程度の短縮放送（その場合、当該の別の定時番組は休止か短縮）の処置を取っていた。
基本的には前番組『独占!!Jリーグエキスプレス』と同じような体裁で、試合のダイジェストや選手へのインタビューなどを主体にしていた。またタイトルにあるように、toto（サッカーくじ）の購入に役立つ情報も取り上げていた。

## パーソナリティ
くまきり以外はニッポン放送アナウンサー（福永は後にフジテレビジョンへ移籍）。

### 2001年10月 - 2002年3月
- 洗川雄司
- くまきりあさ美

### 2002年4月 - 2003年3月
- 福永一茂

## 備考
前番組『独占!!Jリーグエキスプレス』と同様に、地方局では裏送りで同タイトル・別内容の番組が放送されていた。放送時間も異なり、月曜日 - 土曜日に放送の5分間の帯番組であった。

## 関連番組
- Jリーグ totoゴール・スタジアム（Jリーグ中継）